# Posłowie z okręgu Ciechanów (II RP)
 Posłowie na Sejm II RP z okręgu Ciechanów"
Lista posłów według kadencji.

## Posłowie na Sejm Ustawodawczy (1919–1922)
- Edmund Bieńkowski (ZLN)
- Józef Biliński (NZL)
- Michał Bojanowski (ZLN)
- Ignacy Góralski (NZL)
- Błażej Krzywkowski (ChZJN)
- Michał Nasierowski (ZLN)
- Feliks Pragacz (ZLN)

## Posłowie na Sejm RP I kadencji (1922–1927)
- Jerzy Barański (PSL ,,Wyzwolenie”)
- Leopold Bieńkowski (ZLN)
- Tomasz Nocznicki (PSL ,,Wyzwolenie”)

## Posłowie na Sejm RP II kadencji (1928–1930)
- Jerzy Barański (PSL ,,Wyzwolenie”)
- Stanisław Deptuła (BBWR)
- Medard Downarowicz (PPS)
- Maurycy Jaroszyński (BBWR)
- Piotr Koczara (PSL ,,Wyzwolenie”)
- Jan Kornecki (KN)

## Posłowie na Sejm RP III kadencji (1930–1935)
- Stanisław Bojanowski (Klub Narodowy)
- Henryk Kakowski (KN)
- Piotr Koczara (Cenrolew)
- Jan Kornecki (KN)